# تالار شهرداری بروخه
تالار شهرداری بروخه (به انگلیسی: Bruges City Hall) (هلندی: ) این بنا به سبک معماری گوتیک است که بین سال های ۱۳۷۶ و ۱۴۲۱ ساخته شده. این ساختمان یکی از قدیمی‌ترین ساختمان های شهر هلند بورگوندی سابق است. 

## تاریخچه

### نخستین مرمت
پس از آتش‌سوزی ناقوس در سال ۱۲۸۰، «گیسلهوس» که قبلاً به عنوان زندان سنت فلاندر استفاده می شد و از کار افتاده بود، محل جلسه برای شورای شهر شد. در سال ۱۳۷۶، این بنا تخریب و با یک ساختمان جدید که توسط کانتز لایز ساخته شد، جایگزین شد. مسئولیت ساخت آن هم به جان روجیرز داده شد.  این بنا طی قرن‌های ۱۶ و ۱۷ به سمت جنوب گسترش یافته‌است، این سالن اولین ساختمان شورای شهری به سبک یادبود گوتیک در فلاندرز است هزینه ساخت آن گواهی بر قدرت اقتصادی و سیاسی شهر است. در این بنا از سبک تالارهای لوون و اودنارد در شهر بروکسل و  گنت الهام گرفته شده. منتقدان معماری این ساختمان را با اشاره به فراوانی، تکرارهای منظم برجسته می‌دانند. این بنا دارای طاقچه هایی است که پنجره را دربرمی‌گیرد، اگرچه مشخص نیست که این سبک در بروخه ابداع شده باشد. در زمان انقلاب فرانسه همه مجسمه‌ها تخریب شدند و تعداد کمی از قطعات آن ها اکنون در موزه های بروخه موجود است. در سال ۱۷۶۶، در سمت چپ نمای ساختمان تغییراتی داده شد تا با نمای سمت‌راست متقارن شود.

### آخرین مرمت
بین سال‌های ۱۸۹۵ و ۱۹۰۵، معمار برجسته محلی لایس دلاکینسیری و معمار نئوگوتیک ژان باتیست بتون مرمت فضای داخلی را آغاز کردند و تالارها با یک «تالار گوتیک» جایگزین شدند.  دکوراسیون غنی این تالار اکنون رقابتی با نمای استاندارد خارجی دارد. سقف چوبی دو بخشی بازسازی و گسترش یافت تا کل فضا را بپوشاند. مدال‌ها تصاویری ماننده تصویر پیامبران، بشارت دهندگان و قدیسین، عهد جدید را نشان می‌دهد. روی دیوار نقاشی‌های دیواری آلبرشت دی ورینت از صحنه‌های تاریخ بروخه را نشان می‌دهد. اینها نمونه ای از پیشرفت‌های نئوگوتیک قرن نوزدهم هستند. طاق سنگی مربوط به سال ۱۷۶۶، که سطح پایینی را پوشانده، با یک سازه چوبی شبه تاریخی جایگزین شد که توسط چهار ستون نگهداری می شود.

## نگارخانه

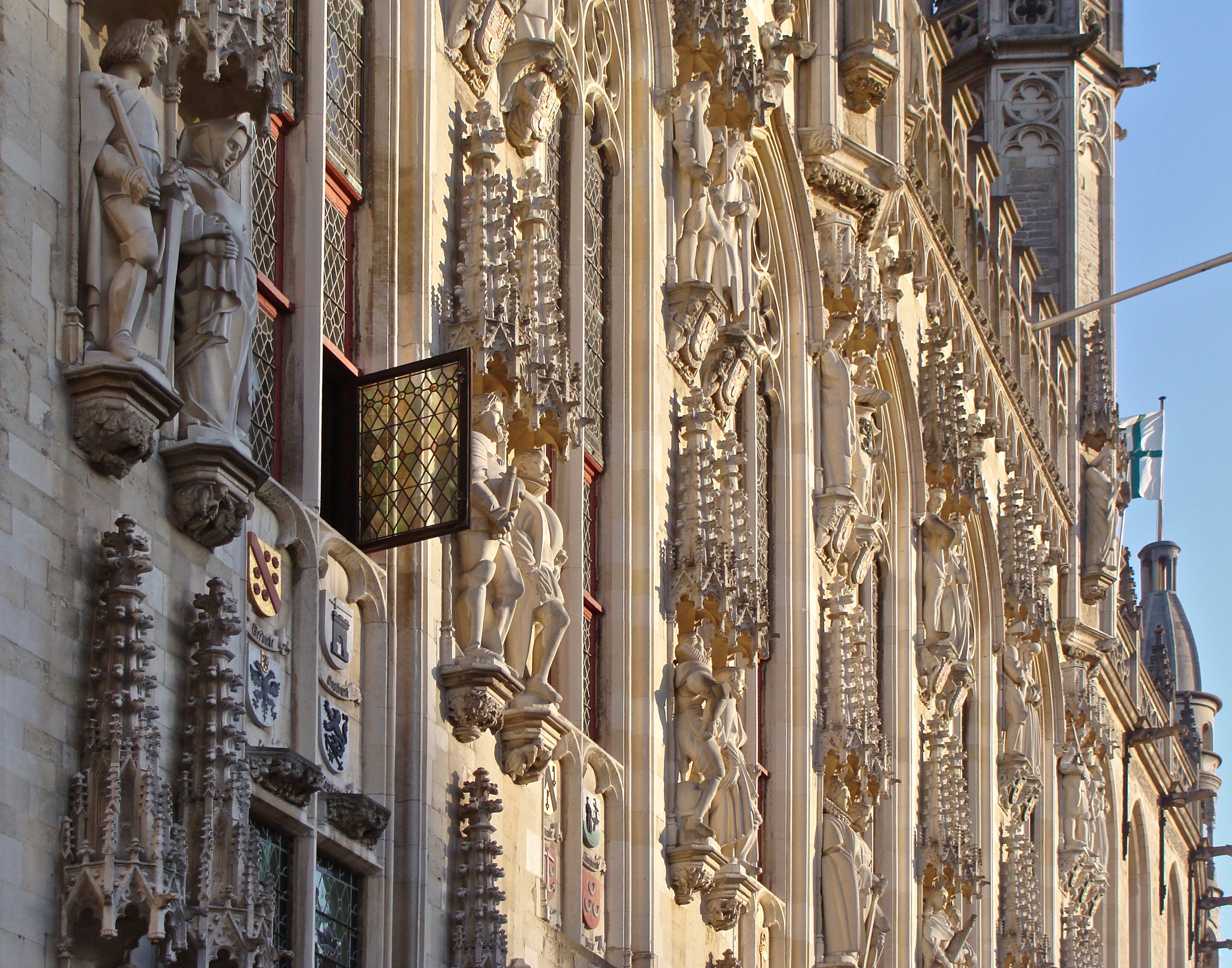
جزئیات نما
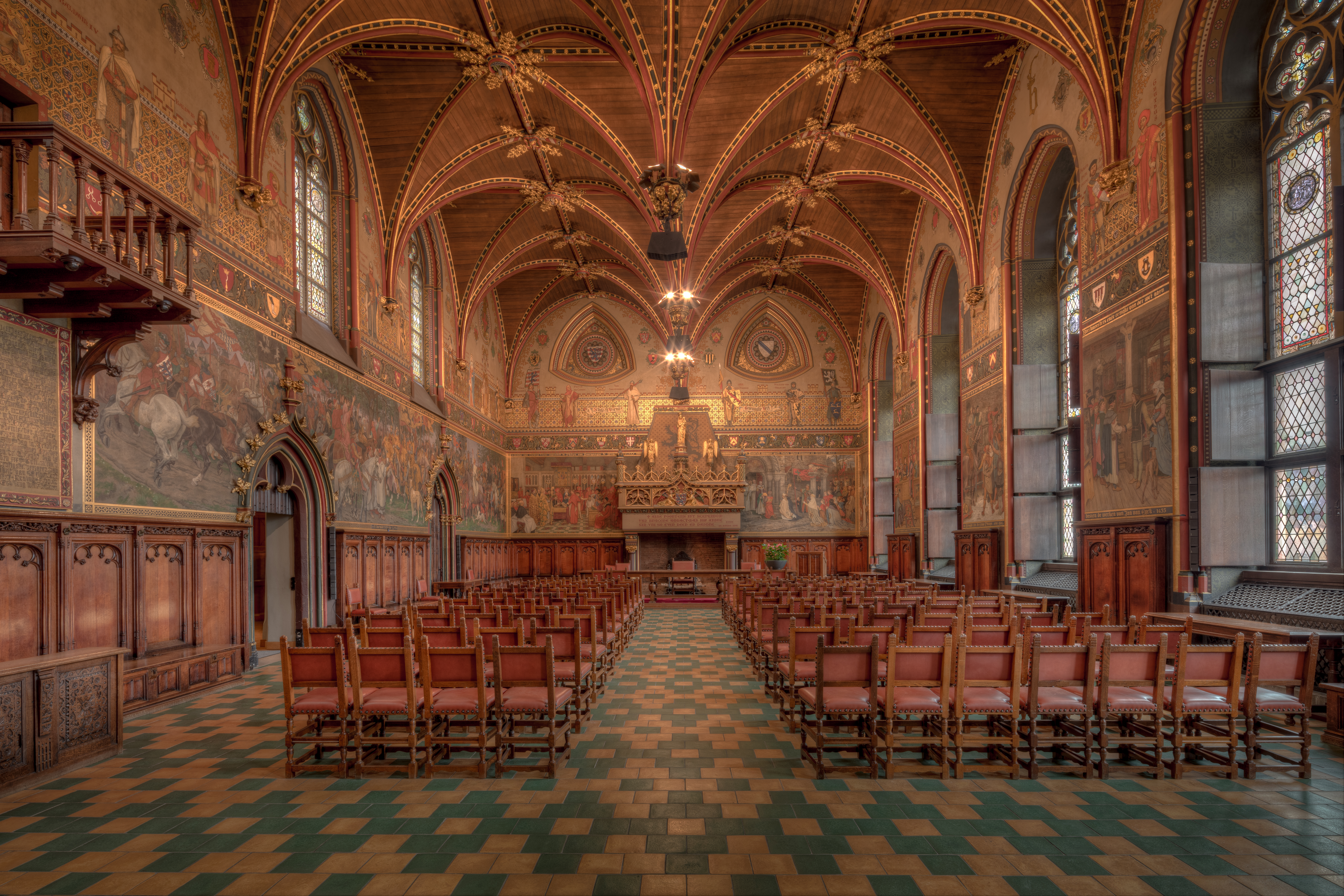
نمای داخلی
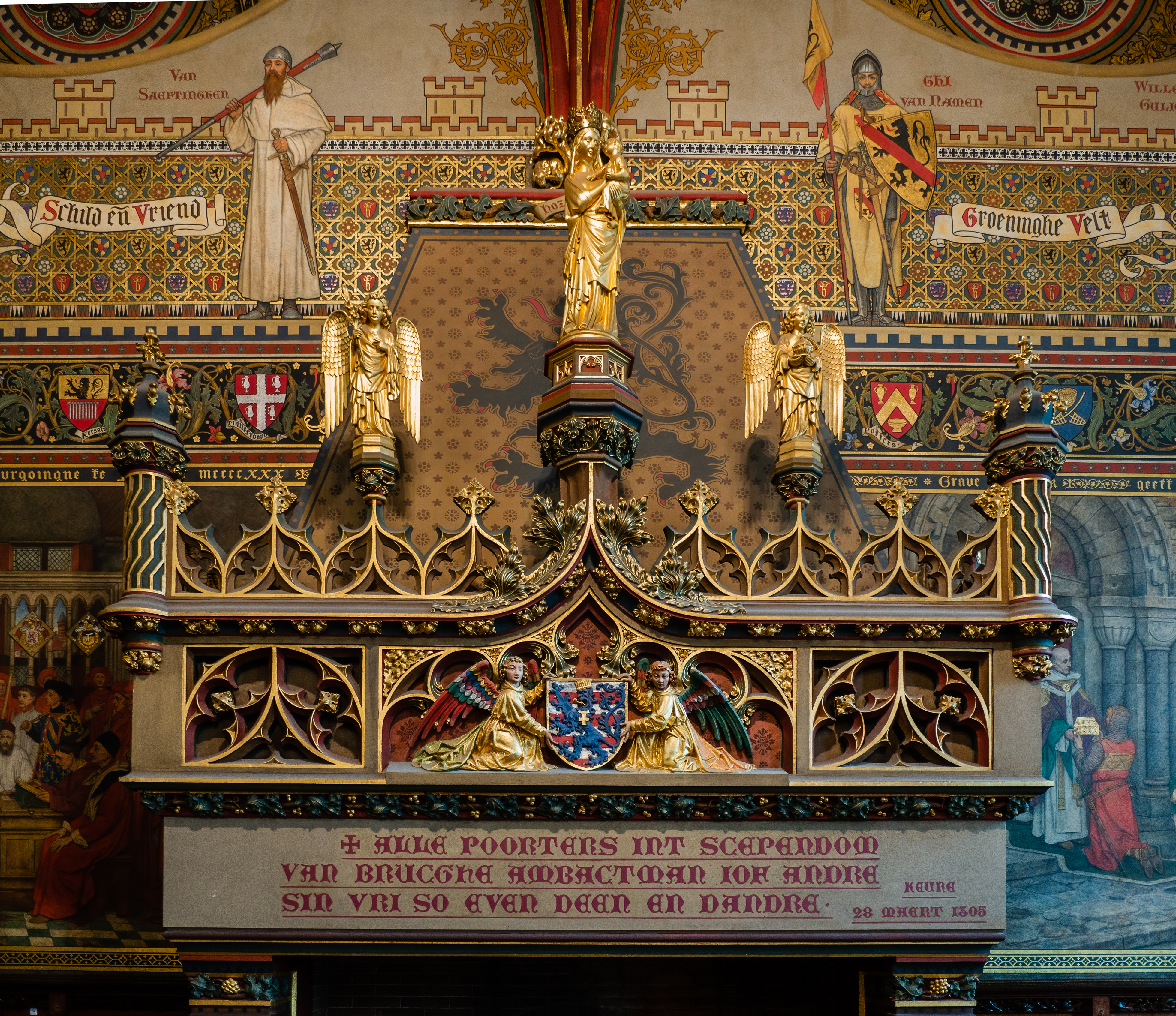
شومینه